# Полицейска държава
Полицейската държава е държава, при която правителството с всички възможни способи и средства се стреми да поддържа строг контрол върху своите граждани, главно чрез елиминиране на правата на човека и често с помощта на тайните служби и тайната полиция. Силовите служби в полицейската държава осъществяват преследвания и репресии, извън законовите правомощия на тези органи. Режимът на полицейската държава в своята същност е анти – демократичен и в повечето случаи силно наподобява военен режим. Полицейската държава е една от характерните черти на тоталитарните или авторитарните обществени режими.
В художествената литература като полицейска е описаната държава от Джордж Оруел в неговия роман 1984. Книга, която описва един тоталитарен режим, който използва претекста на вечно неприключващата война, за да даде възможност на полиция и охранителни камери да наблюдават общата популация.
Според Железния закон на олигархията управляващата класа се явява номенклатура която единствено се стреми към несменяемост за да запази привилегиите си. Роберт Михелс, автор на Железния закон счита че истинската демокрация практически и теоретически е невъзможна, особено в големи групи и сложни организации.
Според Робърт Страбъл младши бързата ротация в управлението на една организация може да смекчи или дори да неутрализира напълно железния принцип на олигархията в законодателните органи на големите нации.

## Диктатура и държавност
Формата на държавно управление се изявява в условията на определен политически режим. Това е съвкупността от методите и средствата с които се осъществява държавната власт. Режимът на управление е свързан с институциите, които се отнасят до създаване на властта, изборът на органите ѝ, тяхната структура и лимитираност. В съвременната държавност се отличават политическите режими на демокрацията и диктатурата. Всеки един от тях се проявява своеобразно, съобразно конкретните условия на съответната държава. В основата на демокрацията се типизират един вид явления: лични и политически свободи, балансирани форми на принуда, политически плурализъм, изборност и мандатност на основните държавни органи, разделяне на функциите на държавната власт, разпределението им между отделни, относително независими един от друг органи, условия за развитие на едно организирано гражданско общество. Диктатурата е еднолична или еднопартийна власт, концентрация и централизация на управлението, съединение на партийната и държавната власт, стесняване на личните и особено – на политическите свободи. Диктатурата е резултат на остра криза в обществото. В основата си най-често тя е социално-икономическа и прераства в политическа. Според характера си диктатурите са консервативни и революционни. Консервативните поддържат създадения ред, статуквото, което се смята за застрашено от вълните на недоволството. Силите на диктатурата жертват отделни елементи на системата, както и отделни политически дейци, за да спасят главното – обществената система. Те са реформистки, съобразени с модерните тенденции на развитие на обществото, което охраняват.
„България или ще бъде спасена от Народното събрание и чрез Народното събрание или ще погине. Авторитетът на Народното събрание трябва да се издигне. Никой управник не може да се счита необходим за България. Необходимо е само Народното събрание. Трябва то да сочи кои управници са необходими в даден момент. Във всеки случай България може да бъде спасена само от своето Народно събрание, ако то стане истински господар и съдия на правителството. България ще бъде изкарана от сегашното си положение не чрез диктатури, които ще я опропастят, а чрез истински парламентаризъм и контрол над правителството.“ Данаил Крапчев